# Святилище Ідзумо
Святилище Ідзумо (яп. 出雲大社, いずもたいしゃ / いずものおおやしろ, ідзумо тайся / ідзумо но оясіро) — синтоїстське святилище в Японії, в місті Ідзумо префектури Сімане. Основне божество — Окунінусі-но-мікото. Колишнє державне святилище. Входить до списку Національних скарбів Японії. Центр синтоїстської секти Ідзумо-тайся.

## Короткі відомості
Точний час заснування Святилища Ідзумо невідомий. За легендою, описаною в «Кодзікі» і «Ніхон сьокі», воно було споруджене богом Сусаноо. Він збудував огорожу з хмар, щоб відпочити зі своєю жінкою Кусінада-хіме.
Інститут священицтва у Святилищі спадковий. Посади священнослужителів займають представники родів Сенґе та Кітадзіма. Згідно з переказами, першим Верховним священиком був Ідзумо, другий син богині Аматерасу, народжений з її коштовностей.
Основне божество Святилища — Окунінусі (国主神, おおくにぬしのかみ). Окрім нього вшановуються ще п'ять богів — трійця творців: 
- Амено-Мінаканусі (天御中主神, あめのみなかぬしのかみ)
- Такамімусубі (高皇産霊神, たかみむすびのかみ)
- Камімусубі (神皇産霊神, かみむすびのかみ)
- Аматерасу
- Убусунаґамі.

Основний культ пов'язаний із землеробством. 